# Abies fabri
Espèce
Statut de conservation UICN

 VU  : Vulnérable
Abies fabri est une espèce de conifères de la famille des Pinacées. Il est originaire de Chine.

## Description

### Dimensions
Abies fabri peut atteindre 40 mètres de hauteur et avoir un tronc d'un diamètre d'1 mètre.

### Caractères botaniques
Abies fabri possède un port conique.
Son écorce est gris foncé et pelante. Les rameaux sont d'abord jaune clair avant de devenir gris-brun et sont plus ou moins pubescents.
Les bourgeons sont ovoïdes et résineux.
Les aiguilles mesurent de 1,5 à 3 cm de long pour 2 à 3 mm de large. Elles sont vertes, brillantes sur le dessus. Les marges des aiguilles sont vert foncé et révolutées. L'apex est arrondi voir échancré. La nervure centrale des aiguilles est proéminente.
Les cônes mâles sont violacés ou pourpres, mesurant de 2 à 3,5 cm de long et sortent leurs pollens en mai.
Les cônes femelles sont glauques, cylindriques, mesurant de 6 à 11 cm de long pour 3 à 4,5 cm de large. Ils sont soutenus par de courts pédoncules. Leurs écailles sont trapézoïdales et mesurent de 1,4 à 2 cm de longueur avec des bractées pointues, réfléchies et sortant à peine des écailles. Les graines sont elliptiques, possédant une aile de couleur brun-noir et l'ensemble mesure entre 1,3 et 1,6 cm.

## Répartition et habitat

### Distribution
Abies fabri pousse naturellement à partir de 1 500 mètres jusqu'à 4 000 mètres d'altitude en Chine et plus précisément dans l'Himalaya de l'ouest du Sichuan.

### Exigences
Sa zone de rusticité correspond à la zone 7 donc, il sait très facilement résister à des températures de -12,2 à -17,8 °C. Tous les sols lui conviennent.

## Utilisations
Il est très utilisé dans les domaines de la construction, de la production de résine ainsi que dans la production de papier.